# لولا إيتوربي
كانت لولا (دولوريس) إيتوربي (بالإنجليزية: Lola (Dolores) Iturbe) (من مواليد 1 أغسطس 1902 في برشلونة - والمُتوفاة في 5 يناير 1990 بخيخون) أناركية نقابية بارزة وناشطة وصحفية خلال الجمهورية الإسبانية الثانية، وعضو في المقاومة الفرنسية خلال معركة فرنسا عملت لولا كخادمة منذ الطفولة، وكانت تُعلّم نفسها بنفسها. كانت لولا عضوًا في الاتحاد الوطني للعمل Confederación Nacional del Trabajo (CNT). وفي عام 1921، انضم إليها الأناركي خوان مانويل مولينا. كانت واحدة من مؤسسي الحركة النسوية الأناركية Mujeres Libres  ولجنة ميليشيات مناهضة الفاشية Comité de Milicias Antifascistas خلال الحرب الأهلية الإسبانية . كما أرّخت لولا الحرب في كتاب الأرض والحرية من منطقة أرغون. تم نفيها في نهاية النزاع إلى فرنسا مع رفيقها، خوان مانويل مولينا ماتيو، أو كما يُعرف "خوانيل"، السكرتير العام السابق للاتحاد الفيدرالي للإنقاذ، حيث شكلا معًا جزءًا من المقاومة الفرنسية.